# Mural (Pollock)
Mural je velika slika iz leta 1943 ameriškega umetnika Jacksona Pollocka. Čeprav je bila podpisana in datirana z letom 1943, sta bil podpis in datum dodana šele leta 1947, delo pa je bilo verjetno končano okoli jeseni 1943. Narejeno je bilo z oljno barvo (in umazano belo barvo na vodni osnovi) na lanu in je Pollockovo največje platno, ki meri 2,43 krat 6,04 metra. Delo je naročila Peggy Guggenheim za dolgo predsobo svoje mestne hiše na 155 East 61st Street v New Yorku.
Delo zaznamuje pomemben prehodni trenutek v Pollockovi umetniški karieri, od njegovih prejšnjih del nadrealistične abstrakcije do akcijskega slikarstva. Od leta 1951 jo hrani Muzej umetnosti Univerze v Iowi.

## Ozadje
Leta 1943 je Pollock pravkar prišel do konca obdobja dela za Zvezni umetniški projekt in je delal v Muzeju neobjektivnega slikarstva (kasneje Muzej Solomona R. Guggenheima). Nadarjenost, ki so jo pokazale njegove majhne zgodnje slike, je prepoznal Howard Putzel, ki ga je predstavil Guggenheimovi. Bila je zbirateljica in trgovka z umetninami, Pollock pa je julija 1943 z njeno galerijo podpisal pogodbo, po kateri bi mu plačali 150 dolarjev na mesec kot zaslužek, ki bi se odštel od prihodkov od prodaje njegovih umetnin.
Mural je bil Pollockovo prvo naročilo. Guggenheimova je najprej razmišljala, da bi zaprosila za stensko poslikavo na steno, vendar je Marcel Duchamp predlagal, da bi jo naslikali na platnu, da bi jo lahko premikali. Guggenheimova je kupila preveliko belgijsko platno in ga dala Pollocku, sicer pa mu ni dala nobenih navodil; Pollocka pa so preprosto prosili, naj naslika, kar hoče. Za namestitev velikega platna je bilo treba odstraniti steno.
Stensko poslikavo naj bi dokončal pred načrtovano razstavo njegovih del, odprto novembra 1943, a po besedah Leeja Krasnerja je še naprej strmel v prazno platno in rekel, da je 'blokiran'. Končno se je po običajnih besedah okoli 1. januarja 1944 lotil mrzličnega dela in celotno delo opravil v enem dnevu.
Zdi se, da je bila slika v resnici končana prej in ni bila narejena v enem dnevu.
Raziskava Francisa O'Connorja je pokazala, da je Pollock januarja 1944 poslal pismo svojemu bratu Franku: »Poleti sem naslikal precej veliko sliko za gospodično Guggenheim – 8 čevljev x 20 čevljev. Bilo je super zabavno,«. Drugo pismo Peggy Guggenheim 12. novembra 1943 prijatelju, v katerem opisuje: »Imeli smo zabavo za novega genija Jacksona Pollocka; ki ima zdaj predstavo tukaj. Naslikal je 20-metrsko fresko v moji hiši na vhodu. Skoraj vsem, razen Kennethu, je precej slabo, saj mora to videti vsakič, ko vstopi in izstopi...«
Preiskave, opravljene med nedavnim delom Murala v Muzeju moderne umetnosti in konservatorskih laboratorijih Getty, potrjujejo O'Connorjevo dokumentarno raziskavo in dodatno ovržejo legendo s tehničnimi sredstvi. Konservatorji Getty dokončno sklepajo, da »hitro delo tukaj ni primer, saj je pod nadaljnjimi plastmi vidnih veliko področij posušene oljne barve«. To potrjujejo tudi znanstvene analize drobnih vzorcev barve.

## Opis
Stenska poslikava je pretežno abstraktno delo s predlogom več hodečih človeških figur ali morda ptic ali črk in številk v širokih črno-belih vrtincih. Združuje vplive umetnikov, kot so Thomas Hart Benton, Albert Pinkham Ryder in El Greco, ter mehiških poslikav, kot je David Alfaro Siqueiros.

## Tehnika slikanja
Sliko so okoli leta 2012 raziskovali znanstveniki muzeja Getty in Univerze v Iowi. Pollock je uporabil cerulean modro, kadmijevo rumeno, cinober in umber, z dotiki ftalocijanin zelene in modre, pomešane z oljem in kazeinsko barvo za gospodinjstvo. Večina barve je bila nanesena s čopičem, vendar se zdi, da je bilo nekaj poškropljene.

## Sprejem
Pomen Murala je bil prepoznan takoj. Umetnostni kritik Clement Greenberg je zapisal: »Enkrat sem ga pogledal in pomislil, 'To je zdaj odlična umetnost', in vedel sem, da je Jackson največji slikar, kar jih je dala ta država.«
Potem ko se je Guggenheimova leta 1947 preselila v Benetke, se je z Lesterjem Longmanom dogovorila, da delo podari Univerzi v Iowi. Leta 1951 so ga poslali v Iowo, kjer ga še vedno hrani Muzej umetnosti Univerze v Iowi.

## Ohranjanje
Stanje dela se je do 1970-ih poslabšalo, platno je bilo zaradi šibkega nosilca povešeno in barva se je začela luščiti. Univerza v Iowi je sliko preoblikovala leta 1973, dodala drugo platno z voščenim lepilom ter zamenjala nosila in lakirala površino za stabilizacijo barve.
Slika je bila za 18 mesecev od leta 2012 do 2014 poslana v muzej J. Paul Getty v Los Angelesu, da bi jo v celoti ohranili. Lak je bil odstranjen, nosila pa ponovno zamenjana, tokrat z ukrivljenim nosilom, ki spoštuje povešeno obliko platna. To konservatorsko delo je razkrilo več plasti posušenih oljnih barv, ne da bi se različne barve vrtinčile skupaj, kar kaže na to, da delo v resnici ni bilo dokončano v enem dnevu, kot se je prej mislilo, ampak je bilo dokončano v obdobju tednov in se ostalo sušiti nekaj dni med vsako sejo. Vendar pa uporaba hitreje sušeče bele kazeinske hišne barve na vodni osnovi za dodajanje zaključnih potez zgornjemu sloju nakazuje, da je bila slika morda dokončana v naglici. Skoraj vse kapljice na debelo nanesene barve tečejo enosmerno, kar kaže na to, da je delo večinoma slikano v pokončnem položaju s čopičem. Vendar pa tanki prameni rožnate barve kažejo, da je bilo nekaj barve naneseno s Pollockovo znano tehniko 'kapljanje', pri kateri je medij položen vodoravno na tla.
Po razstavi Murala v muzeju J. Paul Getty je bila slika prepeljana v umetniški center Sioux City v Iowi na devetmesečno razstavo, ki se je zaključila aprila 2015. Od tam je bila restavrirana slika razstavljena v muzeju Peggy Guggenheim v Benetkah leta 2015. Njena vrednost je bila leta 2016 ocenjena na okoli 140 milijonov dolarjev. Razstavljena je bila v Columbia Museum of Art leta 2019 in nato v Boston Museum of Fine Arts v letih 2019-2020.